# Lista rezervațiilor naturale din județul Vaslui
Lista rezervațiilor naturale din județul Vaslui cuprinde ariile protejate de interes național (rezervații naturale), aflate pe teritoriul administrativ al județului Vaslui, declarate prin Legea Nr. 5 din 6 martie 2000 (privind aprobarea Planului de amenajare a teritoriului național - Secțiunea a III-a - arii protejate) și Hotărârea de Guvern nr.2151 din 30 noiembrie 2004 (privind instituirea regimului de arie naturală protejată pentru noi zone).

## Lista ariilor protejate
| Denumirea ariei protejate         | Cod       | Localizare      | Categorie IUCN | Tip           | Suprafață (ha) | Observații (foto)                                 |
| --------------------------------- | --------- | --------------- | -------------- | ------------- | -------------- | ------------------------------------------------- |
| Coasta Rupturile - Tanacu         | RONPA0793 | Tanacu          | IV             | floristic     | 6              |                                                   |
| Fâneața de la Glodeni             | RONPA0797 | Glodeni         | IV             | floristic     | 6              |                                                   |
| Locul fosilifer Nisipăria Hulubăț | RONPA0791 | Vaslui          | III            | paleontologic | 2,50           | monument al naturii                               |
| Locul fosilifer Mălușteni         | RONPA0790 | Mălușteni       | III            | paleontologic | 10             | monument al naturii                               |
| Movila lui Burcel                 | RONPA0792 | Miclești        | IV             | floristic     | 12             | Imagine din rezervaţia naturală Movila lui Burcel |
| Pădurea Bădeana                   | RONPA0794 | Tutova          | IV             | forestier     | 58,60          |                                                   |
| Pădurea Bălteni                   | RONPA0796 | Bălteni         | IV             | forestier     | 22             |                                                   |
| Pădurea Hârboanca                 | RONPA0795 | Ștefan cel Mare | IV             | forestier     | 43,10          |                                                   |
| Pădurea Seaca-Movileni            | RONPA0924 | Coroiești       | IV             | forestier     | 44,10          | HG 2151/2004                                      |